# Palpimanus orientalis
Palpimanus orientalis är en spindelart som beskrevs av Kulczynski 1909. Palpimanus orientalis ingår i släktet Palpimanus och familjen Palpimanidae. Inga underarter finns listade i Catalogue of Life.